# Galloperdix
Genre
Galloperdix est une espèce d'oiseaux de la famille des Phasianidae.

## Liste d'espèces
Selon la classification de référence du Congrès ornithologique international (version 2.8, 2011) :
- Galloperdix spadicea (Gmelin, 1789) – Galloperdrix rouge
- Galloperdix lunulata (Valenciennes, 1825) – Galloperdrix lunulée
- Galloperdix bicalcarata (J.R. Forster, 1781) – Galloperdrix de Ceylan

## Répartition
Les espèces de ce genre se rencontrent exclusivement dans le sous-continent indien.